# UEFA Champions League 2013–14
UEFA Champions League 2013–14 là mùa giải thứ 59 của giải đấu bóng đá cấp câu lạc bộ hàng đầu châu Âu do UEFA tổ chức và là mùa giải thứ 22 kể từ khi nó được đổi tên từ European Champion Clubs 'Cup thành UEFA Champions League .
Trận chung kết giữa Real Madrid và Atlético Madrid diễn ra ở Sân vận động Ánh sáng ở Lisbon, Bồ Đào Nha, đánh dấu đây là trận chung kết thứ năm có sự góp mặt của hai đội từ cùng một hiệp hội bóng đá (sau trận chung kết vào năm 2000, 2003, 2008, and 2013) và là lần đầu tiên trong lịch sử có 2 đội vào chung kết cung chung thành phố là Madrid . Real Madrid, người đã loại đương kim vô địch mùa trước là Bayern Munich ở bán kết, chiến thắng ở hiệp phụ, mang lại cho họ danh hiệu thứ 10, kỷ lục có nhiều chức vô địch nhất. Real gỡ hòa vào cuối hiệp hai nhờ công của Sergio Ramos và sau đó lội ngược dòng trong hiệp phụ để giành chiến thắng 4–1.
Lần đầu tiên, các câu lạc bộ vượt qua vòng bảng cũng đã vượt qua vòng loại UEFA Youth League 2013–14, giải đấu mới được thành lập, một giải đấu dành cho các cầu thủ từ 19 tuổi trở xuống.

## Phân bố suất tham dự
Tổng cộng có 76 teams từ 52 trên 54 liên đoàn thành viên của UEFA tham dự UEFA Champions League mùa 2013-14 (ngoại lệ là Liechtenstein, đội không có giải quốc nội và Gibraltar khi họ bắt đầu tham gia vào mùa giải 2014–15 sau khi được công nhận là thành viên của UEFA vào tháng 5 năm 2013). Xếp hạng hiệp hội dựa trên hệ số quốc gia của UEFA được sử dụng để xác định số đội tham gia cho mỗi hiệp hội:
- Các hiệp hội xếp hạng 1–3 có 4 suất tham dự.
- Các hiệp hội xếp hạng 4–6 có 3 suất tham dự.
- Các hiệp hội xếp hạng 7–15 có 2 suất tham dự.
- Các hiệp hội xếp hạng 16–53 (trừ Liechtenstein) có 1 suất tham dự.

Nhà vô địch của UEFA Champions League 2012–13 được trao quyền tham dự bổ sung với tư cách là đương kim vô địch nếu họ không đủ điều kiện tham dự UEFA Champions League 2013–14 thông qua giải đấu quốc nội của họ (vì hạn chế rằng không hiệp hội nào có thể có nhiều hơn bốn đội thi đấu tại Champions League, nếu nhà vô địch đến từ ba hiệp hội hàng đầu và kết thúc bên ngoài vị trí được dự Champions League ở giải quốc nội của họ, quyền tham dự của đương kim vô địch đến với đội xếp thứ tư của giải quốc nội đó). Tuy nhiên, suất bổ sung này là không cần thiết cho mùa giải này vì đương kim vô địch là Bayern Munich đủ điều kiện cho giải đấu thông qua giải vô địch quốc gia Đức.

### Xếp hạng hiệp hội
Đối với UEFA Champions League 2013–14, các hiệp hội được phân bổ vị trí theo hệ số quốc gia UEFA năm 2012 của họ, có tính đến thành tích của họ tại các giải đấu châu Âu từ mùa giải 2007–08 đến 2011–12.
| Hạng | Hiệp hội    | Hệ số  | Số đội |
| ---- | ----------- | ------ | ------ |
| 1    | England     | 84.410 | 4      |
| 2    | Spain       | 84.186 | 4      |
| 3    | Germany     | 75.186 | 4      |
| 4    | Italy       | 59.981 | 3      |
| 5    | Portugal    | 55.346 | 3      |
| 6    | France      | 54.178 | 3      |
| 7    | Russia      | 47.832 | 2      |
| 8    | Netherlands | 45.515 | 2      |
| 9    | Ukraine     | 45.133 | 2      |
| 10   | Greece      | 37.100 | 2      |
| 11   | Turkey      | 34.050 | 2      |
| 12   | Belgium     | 32.400 | 2      |
| 13   | Denmark     | 27.525 | 2      |
| 14   | Switzerland | 26.800 | 2      |
| 15   | Austria     | 26.325 | 2      |
| 16   | Cyprus      | 25.499 | 1      |
| 17   | Israel      | 22.000 | 1      |
| 18   | Scotland    | 21.141 | 1      |

| Hạng | Hiệp hội               | Hệ số  | Số đội |
| ---- | ---------------------- | ------ | ------ |
| 19   | Czech Republic         | 20.350 | 1      |
| 20   | Poland                 | 19.916 | 1      |
| 21   | Croatia                | 18.874 | 1      |
| 22   | Romania                | 18.824 | 1      |
| 23   | Belarus                | 18.208 | 1      |
| 24   | Sweden                 | 15.900 | 1      |
| 25   | Slovakia               | 14.874 | 1      |
| 26   | Norway                 | 14.675 | 1      |
| 27   | Serbia                 | 14.250 | 1      |
| 28   | Bulgaria               | 14.250 | 1      |
| 29   | Hungary                | 9.750  | 1      |
| 30   | Finland                | 9.133  | 1      |
| 31   | Georgia                | 8.666  | 1      |
| 32   | Bosnia and Herzegovina | 8.416  | 1      |
| 33   | Republic of Ireland    | 7.375  | 1      |
| 34   | Slovenia               | 7.124  | 1      |
| 35   | Lithuania              | 6.875  | 1      |
| 36   | Moldova                | 6.749  | 1      |

| Hạng | Hiệp hội         | Hệ số | Số đội |
| ---- | ---------------- | ----- | ------ |
| 37   | Azerbaijan       | 6.207 | 1      |
| 38   | Latvia           | 5.874 | 1      |
| 39   | Macedonia        | 5.666 | 1      |
| 40   | Kazakhstan       | 5.333 | 1      |
| 41   | Iceland          | 5.332 | 1      |
| 42   | Montenegro       | 4.375 | 1      |
| 43   | Liechtenstein    | 4.000 | 0      |
| 44   | Albania          | 3.916 | 1      |
| 45   | Malta            | 3.083 | 1      |
| 46   | Wales            | 2.749 | 1      |
| 47   | Estonia          | 2.666 | 1      |
| 48   | Northern Ireland | 2.583 | 1      |
| 49   | Luxembourg       | 2.333 | 1      |
| 50   | Armenia          | 2.208 | 1      |
| 51   | Faroe Islands    | 1.416 | 1      |
| 52   | Andorra          | 1.000 | 1      |
| 53   | San Marino       | 0.916 | 1      |
| 54   | Gibraltar        | 0.000 | 0      |

### Phân phối
Vì nhà đương kim vô địch (Bayern Munich) đã đủ điều kiện tham gia vòng bảng Champions League từ giải quốc nội của họ, nên vị trí vòng bảng dành cho đương kim vô địch sẽ bị bỏ trống và những thay đổi sau đây đối với hệ thống phân bổ mặc định được thực hiện:
- Nhà vô địch của hiệp hội đứng thứ 13 (Đan Mạch) được thăng hạng từ vòng loại thứ ba đến vòng bảng.
- Nhà vô địch của hiệp hội đứng thứ 16 (Síp) được thăng hạng từ vòng loại thứ hai lên vòng loại thứ ba.
- Nhà vô địch của các hiệp hội đứng thứ 48 (Bắc Ireland) và 49 (Luxembourg) được thăng hạng từ vòng loại thứ nhất lên vòng loại thứ hai.

|                                  |                                     | Các đội tham dự vòng đấu này                                                                                   | Các đội đi tiếp từ vòng đấu trước |
| -------------------------------- | ----------------------------------- | --- | --- |
| Vòng sơ loại (4 đội)             | Vòng sơ loại (4 đội)                | - 4 nhà vô địch từ các hiệp hội 50–53                                                                          | |
| Vòng loại thứ 2 (34 đội)         | Vòng loại thứ 2 (34 đội)            | - 32 nhà vô địch từ các hiệp hội 17–49 (trừ Liechtenstein)                                                     | - 2 người chiến thắng từ vòng loại đầu tiên                                                                                             |
| Vòng loại thứ 3                  | Nhóm các đội vô địch (20 đội)       | - 3 nhà vô địch từ các hiệp hội 14–16                                                                          | - 17 người chiến thắng từ vòng loại thứ hai                                                                                             |
| Vòng loại thứ 3                  | Nhóm các đội không vô địch (10 đội) | - 9 người về nhì từ các hiệp hội 7–15 - 1 đội hạng ba từ hiệp hội 6                                            | |
| Vòng play-off                    | Nhóm các đội vô địch (10 đội)       | | - 10 người chiến thắng từ vòng loại thứ ba cho nhà vô địch                                                                              |
| Vòng play-off                    | Nhóm các đội không vô địch (10 đội) | - 2 đội hạng ba từ các hiệp hội 4–5 - 3 đội đứng thứ tư từ các hiệp hội 1–3                                    | - 5 người chiến thắng từ vòng loại thứ ba cho những người không phải là nhà vô địch                                                     |
| Vòng bảng (32 đội)               | Vòng bảng (32 đội)                  | - 13 nhà vô địch từ các hiệp hội 1–13 - 6 người về nhì từ các hiệp hội 1–6 - 3 đội hạng ba từ các hiệp hội 1–3 | - 5 người chiến thắng từ vòng play-off cho nhà vô địch - 5 người chiến thắng từ vòng play-off cho những người không phải là nhà vô địch |
| Vòng đấu loại trực tiếp (16 đội) | Vòng đấu loại trực tiếp (16 đội)    | | - 8 đội vô địch từ vòng bảng - 8 đội nhì bảng từ vòng bảng                                                                              |

### Các đội
Các vị trí trong giải đấu của mùa giải trước được hiển thị trong ngoặc đơn (TH:Đương kim vô địch).
| Vòng bảng               | Vòng bảng                        | Vòng bảng                  | Vòng bảng                  |
| ----------------------- | -------------------------------- | -------------------------- | -------------------------- |
| Bayern MunichTH (1st)   | Atlético Madrid (3rd)            | Benfica (2nd)              | Shakhtar Donetsk (1st)     |
| Manchester United (1st) | Borussia Dortmund (2nd)          | Paris Saint-Germain (1st)  | Olympiacos (1st)           |
| Manchester City (2nd)   | Bayer Leverkusen (3rd)           | Marseille (2nd)            | Galatasaray (1st)          |
| Chelsea (3rd)           | Juventus (1st)                   | CSKA Moscow (1st)          | Anderlecht (1st)           |
| Barcelona (1st)         | Napoli (2nd)                     | Ajax (1st)                 | Copenhagen (1st)           |
| Real Madrid (2nd)       | Porto (1st)                      |                            |                            |
| Vòng play-off           |                                  |                            |                            |
| Nhóm các đội vô địch    | Nhóm các đội không vô địch       | Nhóm các đội không vô địch | Nhóm các đội không vô địch |
|                         | Arsenal (4th)                    | Schalke 04 (4th)           | Paços de Ferreira (3rd)    |
| Real Sociedad (4th)     | Milan (3rd)                      |                            |                            |
| Vòng loại thứ ba        |                                  |                            |                            |
| Nhóm các đội vô địch    | Nhóm các đội không vô địch       | Nhóm các đội không vô địch | Nhóm các đội không vô địch |
| Basel (1st)             | Lyon (3rd)                       | PAOK (2nd)                 | Nordsjælland (2nd)         |
| Austria Wien (1st)      | Zenit Saint Petersburg (2nd)     | Fenerbahçe (2nd)[Note TUR] | Grasshopper (2nd)          |
| APOEL (1st)             | PSV Eindhoven (2nd)              | Zulte Waregem (2nd)        | Red Bull Salzburg (2nd)    |
|                         | Metalist Kharkiv (2nd)[Note UKR] |                            |                            |
| Vòng loại thứ hai       |                                  |                            |                            |
| Maccabi Tel Aviv (1st)  | Slovan Bratislava (1st)          | Sligo Rovers (1st)         | FH (1st)                   |
| Celtic (1st)            | Molde (1st)                      | Maribor (1st)              | Sutjeska Nikšić (1st)      |
| Viktoria Plzeň (1st)    | Partizan (1st)                   | Ekranas (1st)              | Skënderbeu (1st)           |
| Legia Warsaw (1st)      | Ludogorets Razgrad (1st)         | Sheriff Tiraspol (1st)     | Birkirkara (1st)           |
| Dinamo Zagreb (1st)     | Győr (1st)                       | Neftchi Baku (1st)         | The New Saints (1st)       |
| Steaua București (1st)  | HJK (1st)                        | Daugava Daugavpils (1st)   | Nõmme Kalju (1st)          |
| BATE Borisov (1st)      | Dinamo Tbilisi (1st)             | Vardar (1st)               | Cliftonville (1st)         |
| Elfsborg (1st)          | Željezničar (1st)                | Shakhter Karagandy (1st)   | Fola Esch (1st)            |
| Vòng loại đầu tiên      |                                  |                            |                            |
| Shirak (1st)            | EB/Streymur (1st)                | Lusitanos (1st)            | Tre Penne (1st)            |

Chú ý
1. ^ Thổ Nhi Kỳ (TUR): Vào ngày 25 tháng 6 năm 2013, Fenerbahçe bị cấm tham gia tất cả các giảí đấu cấp câu lạc bộ UEFA mùa giải 2013-14 vì bê bối tham nhũng thể thao Thổ Nhĩ Kỳ năm 2011.[11][12] Họ đã kháng cáo lệnh cấm lên Tòa án Trọng tài Thể thao, và vào ngày 18 tháng 7 năm 2013, họ đã ra phán quyết rằng lệnh cấm này nên tạm thời được dỡ bỏ và họ sẽ được đưa vào các lễ bốc thăm vòng loại của UEFA Champions League, cho đến khi quyết định cuối cùng được đưa ra trước cuối tháng 8 năm 2013..[13][14][15] Fenerbahçe thi đấu ở vòng sơ loại Champions League và để thua ở vòng play-off. Vào ngày 28 tháng 8 năm 2013, Tòa án Trọng tài Thể thao đã duy trì lệnh cấm của UEFA, có nghĩa là Fenerbahçe bị cấm tham dự UEFA Europa League 2013–14 .[16][17]
2. ^ Ukraine (UKR): Vào ngày 14 tháng 8 năm 2013, Metalist Kharkiv bị cấm tham gia tất cả các giảí đấu cấp câu lạc bộ UEFA mùa giải 2013-14 vì dàn xếp tỷ số.[18] UEFA quyết định thay thế Metalist Kharkiv ở vòng play-off Champions League với PAOK, đội bóng bị Metalist Kharkiv loại ở vòng sơ loại thứ 3.[19] Metalist Kharkiv đã đưa ra hai yêu cầu khẩn cấp tới Tòa án Trọng tài Thể thao để được phục hồi tạm thời cho đến khi có quyết định cuối cùng, nhưng cả hai yêu cầu đều bị từ chối.[20][21][22][23][24][25] Vào ngày 28 tháng 8 năm 2013, Tòa án Trọng tài Thể thao đã duy trì lệnh cấm của UEFA..[16][17]

## Lịch thi đấu
Lịch thi đấu thư sau (tất cả các lễ bốc thăm được tổ chức tại trụ sở UEFA ở Nyon, Thụy Sĩ, trừ khi có quy định khác).
| Giai đoạn               | Vòng               | Ngày bốc thăm                | Lượt đi                                      | Lượt về                                      |
| ----------------------- | ------------------ | ---------------------------- | -------------------------------------------- | -------------------------------------------- |
| Vòng loại               | Vòng loại đầu tiên | 24 tháng 6 năm 2013          | 2–3 July 2013                                | 9–10 July 2013                               |
| Vòng loại               | Vòng loại thứ hai  | 24 tháng 6 năm 2013          | 16–17 July 2013                              | 23–24 July 2013                              |
| Vòng loại               | Vòng loại thứ ba   | 19 tháng 7 năm 2013          | 30–31 July 2013                              | 6–7 August 2013                              |
| Play-off                | Vòng play-off      | 9 tháng 8 năm 2013           | 20–21 August 2013                            | 27–28 August 2013                            |
| Vòng bảng               | Lượt trận 1        | 29 tháng 8 năm 2013 (Monaco) | 17–18 September 2013                         | 17–18 September 2013                         |
| Vòng bảng               | Lượt trận 2        | 29 tháng 8 năm 2013 (Monaco) | 1–2 October 2013                             | 1–2 October 2013                             |
| Vòng bảng               | Lượt trận 3        | 29 tháng 8 năm 2013 (Monaco) | 22–23 October 2013                           | 22–23 October 2013                           |
| Vòng bảng               | Lựot trận 4        | 29 tháng 8 năm 2013 (Monaco) | 5–6 November 2013                            | 5–6 November 2013                            |
| Vòng bảng               | Lựot trận 5        | 29 tháng 8 năm 2013 (Monaco) | 26–27 November 2013                          | 26–27 November 2013                          |
| Vòng bảng               | Lượt trận 6        | 29 tháng 8 năm 2013 (Monaco) | 10–11 December 2013                          | 10–11 December 2013                          |
| Vòng đấu loại trực tiếp | Vòng 16            | 16 tháng 12 năm 2013         | 18–19 & 25–26 February 2014                  | 11–12 & 18–19 March 2014                     |
| Vòng đấu loại trực tiếp | Tứ kết             | 21 tháng 3 năm 2014          | 1–2 April 2014                               | 8–9 April 2014                               |
| Vòng đấu loại trực tiếp | Bán kết            | 11 tháng 4 năm 2014          | 22–23 April 2014                             | 29–30 April 2014                             |
| Vòng đấu loại trực tiếp | Chung kết          | 11 tháng 4 năm 2014          | 24 May 2014 at Sân vận động Ánh sáng, Lisbon | 24 May 2014 at Sân vận động Ánh sáng, Lisbon |

## Vòng loại
Ở vòng loại và vòng play-off, các đội được chia thành các đội hạt giống và được xếp vào nhóm dựa trên hệ số câu lạc bộ tại UEFA năm 2013 của họ, và sau đó bốc thăm chia cặp sân nhà và sân khách. Các đội cùng một hiệp hội không được phép thi đấu với nhau.

### First qualifying round
The draws for the first and second qualifying rounds were held on 24 June 2013. The first legs were played on 2 July, and the second legs were played on 9 July 2013.
2013–14 UEFA Champions League qualifying phase and play-off round

### Second qualifying round
The first legs were played on 16 and 17 July, and the second legs were played on 23 and 24 July 2013.
2013–14 UEFA Champions League qualifying phase and play-off round

### Third qualifying round
The third qualifying round was split into two separate sections: one for champions and one for non-champions. The losing teams in both sections entered the 2013–14 UEFA Europa League play-off round.2013-14 UEFA Champions League qualifying phase and play-off round

## Play-off round
The play-off round was split into two separate sections: one for champions and one for non-champions. The losing teams in both sections entered the 2013–14 UEFA Europa League group stage.
The draw for the play-off round was held on 9 August 2013. The first legs were played on 20 and 21 August, and the second legs were played on 27 and 28 August 2013.
On 14 August 2013, Metalist Kharkiv were disqualified from the 2013–14 UEFA club competitions because of previous match-fixing. UEFA decided to replace Metalist Kharkiv in the Champions League play-off round with PAOK, who were eliminated by Metalist Kharkiv in the third qualifying round.
Red Bull Salzburg lodged a protest after being defeated by Fenerbahçe in the third qualifying round, but it was rejected by UEFA and the Court of Arbitration for Sport.
2013-14 UEFA Champions League qualifying phase and play-off round

## Group stage
The draw for the group stage was held in Monaco on 29 August 2013. The 32 teams were allocated into four pots based on their 2013 UEFA club coefficients, with the title holders, Bayern Munich, being placed in Pot 1 automatically. They were drawn into eight groups of four, with the restriction that teams from the same association could not be drawn against each other.
In each group, teams played against each other home-and-away in a round-robin format. The matchdays were 17–18 September, 1–2 October, 22–23 October, 5–6 November, 26–27 November, and 10–11 December 2013. The group winners and runners-up advanced to the round of 16, while the third-placed teams entered the 2013–14 UEFA Europa League round of 32.
A total of 18 national associations were represented in the group stage. Austria Wien made their debut appearance in the group stage.
Teams that qualify for the group stage also participate in the newly formed 2013–14 UEFA Youth League, a competition available to players aged 19 or under.
See the detailed group stage page for tiebreakers if two or more teams are equal on points.

### Group A
2013–14 UEFA Champions League group stage

### Group B
2013–14 UEFA Champions League group stage

### Group C
2013–14 UEFA Champions League group stage

### Group D
2013–14 UEFA Champions League group stage

### Group E
2013–14 UEFA Champions League group stage

### Group F
2013–14 UEFA Champions League group stage

### Group G
2013–14 UEFA Champions League group stage

### Group H
2013–14 UEFA Champions League group stage

## Knockout phase
In the knockout phase, teams played against each other over two legs on a home-and-away basis, except for the one-match final. The mechanism of the draws for each round was as follows:
- In the draw for the round of 16, the eight group winners were seeded, and the eight group runners-up were unseeded. The seeded teams were drawn against the unseeded teams, with the seeded teams hosting the second leg. Teams from the same group or the same association could not be drawn against each other.
- In the draws for the quarter-finals onwards, there were no seedings, and teams from the same group or the same association could be drawn against each other.

### Bracket
|  | Round of 16            | Round of 16       | Round of 16 | Round of 16 |   |                     | Quarter-finals | Quarter-finals | Quarter-finals | Quarter-finals |  |                 | Semi-finals | Semi-finals | Semi-finals | Semi-finals |                      |   | Final | Final |
|  |                        |                   |             |             |   |                     |                |                |                |                |  |                 |             |             |             |             |                      |   |       |       |
|  | Schalke 04             | 1                 | 1           | 2           |   |                     |                |                |                |                |  |                 |             |             |             |             |                      |   |       |       |
|  | Real Madrid            | 6                 | 3           | 9           |   |                     |                |                |                |                |  |                 |             |             |             |             |                      |   |       |       |
|  | Real Madrid            | 6                 | 3           | 9           |   | Real Madrid         | 3              | 0              | 3              |                |  |                 |             |             |             |             |                      |   |       |       |
|  |                        |                   |             |             |   | Real Madrid         | 3              | 0              | 3              |                |  |                 |             |             |             |             |                      |   |       |       |
|  |                        | Borussia Dortmund | 0           | 2           | 2 |                     |                |                |                |                |  |                 |             |             |             |             |                      |   |       |       |
|  | Zenit Saint Petersburg | Borussia Dortmund | 0           | 2           | 2 | 2                   | 2              | 4              |                |                |  |                 |             |             |             |             |                      |   |       |       |
|  | Zenit Saint Petersburg |                   |             |             |   | 2                   | 2              | 4              |                |                |  |                 |             |             |             |             |                      |   |       |       |
|  | Borussia Dortmund      | 4                 | 1           | 5           |   |                     |                |                |                |                |  |                 |             |             |             |             |                      |   |       |       |
|  | Borussia Dortmund      | 4                 | 1           | 5           |   |                     |                |                |                |                |  | Real Madrid     | 1           | 4           | 5           |             |                      |   |       |       |
|  |                        |                   |             |             |   |                     |                |                |                |                |  | Real Madrid     | 1           | 4           | 5           |             |                      |   |       |       |
|  |                        | Bayern Munich     | 0           | 0           | 0 |                     |                |                |                |                |  |                 |             |             |             |             |                      |   |       |       |
|  | Olympiacos             | Bayern Munich     | 0           | 0           | 0 | 2                   | 0              | 2              |                |                |  |                 |             |             |             |             |                      |   |       |       |
|  | Olympiacos             |                   |             |             |   | 2                   | 0              | 2              |                |                |  |                 |             |             |             |             |                      |   |       |       |
|  | Manchester United      | 0                 | 3           | 3           |   |                     |                |                |                |                |  |                 |             |             |             |             |                      |   |       |       |
|  | Manchester United      | 0                 | 3           | 3           |   | Manchester United   | 1              | 1              | 2              |                |  |                 |             |             |             |             |                      |   |       |       |
|  |                        |                   |             |             |   | Manchester United   | 1              | 1              | 2              |                |  |                 |             |             |             |             |                      |   |       |       |
|  |                        | Bayern Munich     | 1           | 3           | 4 |                     |                |                |                |                |  |                 |             |             |             |             |                      |   |       |       |
|  | Arsenal                | Bayern Munich     | 1           | 3           | 4 | 0                   | 1              | 1              |                |                |  |                 |             |             |             |             |                      |   |       |       |
|  | Arsenal                |                   |             |             |   | 0                   | 1              | 1              |                |                |  |                 |             |             |             |             |                      |   |       |       |
|  | Bayern Munich          | 2                 | 1           | 3           |   |                     |                |                |                |                |  |                 |             |             |             |             |                      |   |       |       |
|  | Bayern Munich          | 2                 | 1           | 3           |   |                     |                |                |                |                |  |                 |             |             |             |             | Real Madrid (s.h.p.) | 4 |       |       |
|  |                        |                   |             |             |   |                     |                |                |                |                |  |                 |             |             |             |             |                      | 4 |       |       |
|  |                        | Atlético Madrid   | 1           |             |   |                     |                |                |                |                |  |                 |             |             |             |             |                      |   |       |       |
|  | Manchester City        | Atlético Madrid   | 1           | 0           | 1 | 1                   |                |                |                |                |  |                 |             |             |             |             |                      |   |       |       |
|  | Manchester City        |                   |             | 0           | 1 | 1                   |                |                |                |                |  |                 |             |             |             |             |                      |   |       |       |
|  | Barcelona              | 2                 | 2           | 4           |   |                     |                |                |                |                |  |                 |             |             |             |             |                      |   |       |       |
|  | Barcelona              | 2                 | 2           | 4           |   | Barcelona           | 1              | 0              | 1              |                |  |                 |             |             |             |             |                      |   |       |       |
|  |                        |                   |             |             |   | Barcelona           | 1              | 0              | 1              |                |  |                 |             |             |             |             |                      |   |       |       |
|  |                        | Atlético Madrid   | 1           | 1           | 2 |                     |                |                |                |                |  |                 |             |             |             |             |                      |   |       |       |
|  | Milan                  | Atlético Madrid   | 1           | 1           | 2 | 0                   | 1              | 1              |                |                |  |                 |             |             |             |             |                      |   |       |       |
|  | Milan                  |                   |             |             |   | 0                   | 1              | 1              |                |                |  |                 |             |             |             |             |                      |   |       |       |
|  | Atlético Madrid        | 1                 | 4           | 5           |   |                     |                |                |                |                |  |                 |             |             |             |             |                      |   |       |       |
|  | Atlético Madrid        | 1                 | 4           | 5           |   |                     |                |                |                |                |  | Atlético Madrid | 0           | 3           | 3           |             |                      |   |       |       |
|  |                        |                   |             |             |   |                     |                |                |                |                |  | Atlético Madrid | 0           | 3           | 3           |             |                      |   |       |       |
|  |                        | Chelsea           | 0           | 1           | 1 |                     |                |                |                |                |  |                 |             |             |             |             |                      |   |       |       |
|  | Bayer Leverkusen       | Chelsea           | 0           | 1           | 1 | 0                   | 1              | 1              |                |                |  |                 |             |             |             |             |                      |   |       |       |
|  | Bayer Leverkusen       |                   |             |             |   | 0                   | 1              | 1              |                |                |  |                 |             |             |             |             |                      |   |       |       |
|  | Paris Saint-Germain    | 4                 | 2           | 6           |   |                     |                |                |                |                |  |                 |             |             |             |             |                      |   |       |       |
|  | Paris Saint-Germain    | 4                 | 2           | 6           |   | Paris Saint-Germain | 3              | 0              | 3              |                |  |                 |             |             |             |             |                      |   |       |       |
|  |                        |                   |             |             |   | Paris Saint-Germain | 3              | 0              | 3              |                |  |                 |             |             |             |             |                      |   |       |       |
|  |                        | Chelsea (a)       | 1           | 2           | 3 |                     |                |                |                |                |  |                 |             |             |             |             |                      |   |       |       |
|  | Galatasaray            | Chelsea (a)       | 1           | 2           | 3 | 1                   | 0              | 1              |                |                |  |                 |             |             |             |             |                      |   |       |       |
|  | Galatasaray            |                   |             |             |   | 1                   | 0              | 1              |                |                |  |                 |             |             |             |             |                      |   |       |       |
|  | Chelsea                | 1                 | 2           | 3           |   |                     |                |                |                |                |  |                 |             |             |             |             |                      |   |       |       |

### Round of 16
The draw for the round of 16 was held on 16 December 2013. The first legs were played on 18, 19, 25 and 26 February, and the second legs were played on 11, 12, 18 and 19 March 2014.
| Đội 1                  | TTS | Đội 2               | Lượt đi | Lượt về |
| ---------------------- | --- | ------------------- | ------- | ------- |
| Manchester City        | 1–4 | Barcelona           | 0–2     | 1–2     |
| Olympiacos             | 2–3 | Manchester United   | 2–0     | 0–3     |
| Milan                  | 1–5 | Atlético Madrid     | 0–1     | 1–4     |
| Bayer Leverkusen       | 1–6 | Paris Saint-Germain | 0–4     | 1–2     |
| Galatasaray            | 1–3 | Chelsea             | 1–1     | 0–2     |
| Schalke 04             | 2–9 | Real Madrid         | 1–6     | 1–3     |
| Zenit Saint Petersburg | 4–5 | Borussia Dortmund   | 2–4     | 2–1     |
| Arsenal                | 1–3 | Bayern Munich       | 0–2     | 1–1     |

### Quarter-finals
The draw for the quarter-finals was held on 21 March 2014. The first legs were played on 1 and 2 April, and the second legs were played on 8 and 9 April 2014.
| Đội 1               | TTS     | Đội 2             | Lượt đi | Lượt về |
| ------------------- | ------- | ----------------- | ------- | ------- |
| Barcelona           | 1–2     | Atlético Madrid   | 1–1     | 0–1     |
| Real Madrid         | 3–2     | Borussia Dortmund | 3–0     | 0–2     |
| Paris Saint-Germain | 3–3 (a) | Chelsea           | 3–1     | 0–2     |
| Manchester United   | 2–4     | Bayern Munich     | 1–1     | 1–3     |

### Semi-finals
The draw for the semi-finals and final (to determine the "home" team for administrative purposes) was held on 11 April 2014. The first legs were played on 22 and 23 April, and the second legs were played on 29 and 30 April 2014.
| Đội 1           | TTS | Đội 2         | Lượt đi | Lượt về |
| --------------- | --- | ------------- | ------- | ------- |
| Real Madrid     | 5–0 | Bayern Munich | 1–0     | 4–0     |
| Atlético Madrid | 3–1 | Chelsea       | 0–0     | 3–1     |

### Final
2014 UEFA Champions League Final

## Thống kê
Thống kê không tính đến vòng loại và vòng play-off.
| Hạng | Cầu thủ            | Đội                 | Số bằn thắng | Số phút đã chơi |
| ---- | ------------------ | ------------------- | ------------ | --------------- |
| 1    | Cristiano Ronaldo  | Real Madrid         | 17           | 993             |
| 2    | Zlatan Ibrahimović | Paris Saint-Germain | 10           | 670             |
| 3    | Diego Costa        | Atlético Madrid     | 8            | 580             |
| 3    | Lionel Messi       | Barcelona           | 8            | 630             |
| 5    | Sergio Agüero      | Manchester City     | 6            | 429             |
| 5    | Robert Lewandowski | Borussia Dortmund   | 6            | 809             |
| 5    | Gareth Bale        | Real Madrid         | 6            | 873             |
| 8    | Álvaro Negredo     | Manchester City     | 5            | 326             |
| 8    | Arturo Vidal       | Juventus            | 5            | 533             |
| 8    | Thomas Müller      | Bayern Munich       | 5            | 708             |
| 8    | Marco Reus         | Borussia Dortmund   | 5            | 769             |
| 8    | Karim Benzema      | Real Madrid         | 5            | 913             |

| Hạng | Cầu thủ              | Đội                 | Số pha kiến tạo | Số phút đã chơi |
| ---- | -------------------- | ------------------- | --------------- | --------------- |
| 1    | Wayne Rooney         | Manchester United   | 8               | 767             |
| 2    | Ángel Di María       | Real Madrid         | 6               | 822             |
| 3    | Karim Benzema        | Real Madrid         | 5               | 913             |
| 3    | Cristiano Ronaldo    | Real Madrid         | 5               | 993             |
| 5    | Samir Nasri          | Manchester City     | 4               | 430             |
| 5    | Gregory van der Wiel | Paris Saint-Germain | 4               | 540             |
| 5    | Oscar                | Chelsea             | 4               | 692             |
| 5    | Gareth Bale          | Real Madrid         | 4               | 873             |
| 5    | Arjen Robben         | Bayern Munich       | 4               | 877             |
| 5    | Gabi                 | Atlético Madrid     | 4               | 1110            |

### Đội hình tiêu biểu của mùa giải
Nhóm nghiên cứu chiến thuật của UEFA lựa chọn các cầu thủ sau đây vào đội hình tiêu biểu của giải đấu:
| VT | Cầu thủ            | Đội                 |
| -- | ------------------ | ------------------- |
| TM | Thibaut Courtois   | Atlético Madrid     |
| TM | Manuel Neuer       | Bayern Munich       |
| HV | Diego Godín        | Atlético Madrid     |
| HV | Philipp Lahm       | Bayern Munich       |
| HV | Dani Carvajal      | Real Madrid         |
| HV | Pepe               | Real Madrid         |
| HV | Sergio Ramos       | Real Madrid         |
| TV | Gabi               | Atlético Madrid     |
| TV | Andrés Iniesta     | Barcelona           |
| TV | Toni Kroos         | Bayern Munich       |
| TV | Ángel Di María     | Real Madrid         |
| TV | Luka Modrić        | Real Madrid         |
| TV | Xabi Alonso        | Real Madrid         |
| TĐ | Marco Reus         | Borussia Dortmund   |
| TĐ | Diego Costa        | Atlético Madrid     |
| TĐ | Arjen Robben       | Bayern Munich       |
| TĐ | Zlatan Ibrahimović | Paris Saint-Germain |
| TĐ | Cristiano Ronaldo  | Real Madrid         |

## Liên kết
1. ↑  "Lisbon to stage 2014 UEFA Champions League final". UEFA.com. Union of European Football Associations. ngày 20 tháng 3 năm 2012. Truy cập ngày 1 tháng 9 năm 2014.
2. ↑  "Madrid make it a perfect ten". UEFA.com. Union of European Football Associations. ngày 24 tháng 5 năm 2014. Truy cập ngày 1 tháng 9 năm 2014.
3. ↑  McNulty, Phil (ngày 24 tháng 5 năm 2014). "Real Madrid 4 Atl Madrid 1". BBC Sport. Truy cập ngày 28 tháng 8 năm 2015.[liên kết hỏng]
4. ↑  "UEFA Youth League club competition launched". UEFA.org. Union of European Football Associations. ngày 7 tháng 12 năm 2012. Bản gốc lưu trữ ngày 30 tháng 1 năm 2017. Truy cập ngày 7 tháng 12 năm 2012.
5. ↑  "Gibraltar set to be new kids on the Rock as Uefa votes on its future". The Guardian. ngày 23 tháng 5 năm 2013.
6. ↑  "UEFA Welcome Gibraltar To Europe's Football Family As 54th Member". insidefutbol.com. ngày 24 tháng 5 năm 2013.
7. ↑  "Regulations of the UEFA Champions League 2013/14" (PDF). Nyon: Union of European Football Associations. tháng 3 năm 2013. Truy cập ngày 1 tháng 5 năm 2013.
8. ↑  "Country coefficients 2011/12". UEFA.com. Union of European Football Associations. Truy cập ngày 1 tháng 9 năm 2014.
9. 1 2 3  "2013/14 UEFA Champions League access list and calendar". UEFA.com. Union of European Football Associations. Bản gốc lưu trữ ngày 9 tháng 2 năm 2014. Truy cập ngày 1 tháng 9 năm 2014.
10. ↑  "2013/14 UEFA Champions League participants". UEFA.com. Union of European Football Associations. ngày 31 tháng 5 năm 2013. Truy cập ngày 29 tháng 8 năm 2013.
11. ↑  "Decisions on Beşiktaş, Fenerbahçe, Steaua". UEFA.org. Union of European Football Associations. ngày 25 tháng 6 năm 2013. Bản gốc lưu trữ ngày 8 tháng 5 năm 2014. Truy cập ngày 1 tháng 9 năm 2014.
12. ↑  "Beşiktaş and Fenerbahçe appeal decisions". UEFA.org. Union of European Football Associations. ngày 15 tháng 7 năm 2013.
13. ↑  "FENERBAHÇE SK & BEŞIKTAŞ JK V. UEFA — UPDATE". Court of Arbitration for Sport. ngày 18 tháng 7 năm 2013. Bản gốc lưu trữ ngày 22 tháng 7 năm 2013.
14. ↑  "Fenerbahçe Şampiyonlar Ligi'nde mücadele edecek". Fenerbahçe SK. ngày 18 tháng 7 năm 2013.
15. ↑  "Turkish club Fenerbahce says Champions League ban has been lifted". theglobeandmail.com. ngày 18 tháng 7 năm 2013.
16. 1 2  "FOOTBALL – APPEALS FILED BY FENERBAHCE SK AND FC METALIST KHARKIV DISMISSED". Court of Arbitration for Sport. ngày 28 tháng 8 năm 2013. Bản gốc lưu trữ ngày 23 tháng 8 năm 2013.
17. 1 2  "UEFA welcomes CAS decisions". UEFA.org. Union of European Football Associations. ngày 28 tháng 8 năm 2013. Truy cập ngày 1 tháng 9 năm 2014.
18. 1 2  "Metalist disqualified from UEFA competitions". UEFA.org. Union of European Football Associations. ngày 14 tháng 8 năm 2013. Bản gốc lưu trữ ngày 31 tháng 10 năm 2013. Truy cập ngày 25 tháng 8 năm 2022.
19. 1 2  "PAOK to replace Metalist in play-offs". UEFA.org. Union of European Football Associations. ngày 14 tháng 8 năm 2013. Bản gốc lưu trữ ngày 3 tháng 11 năm 2013. Truy cập ngày 25 tháng 8 năm 2022.
20. ↑  "Lausanne court rejects Metalist's request to suspend UEFA decision barring club from European competition". Interfax-Ukraine. ngày 16 tháng 8 năm 2013.
21. ↑  "FC METALIST KHARKIV V. UEFA – UPDATE". Court of Arbitration for Sport. ngày 16 tháng 8 năm 2013. Bản gốc lưu trữ 19 tháng 8 2013. Truy cập 16 tháng 8 2013.
22. ↑  "UEFA welcomes CAS decision on Metalist". UEFA.com. Union of European Football Associations. ngày 16 tháng 8 năm 2013. Truy cập ngày 1 tháng 9 năm 2014.
23. ↑  "Lausanne court dismisses Metalist repeat request to suspend its disqualification". Interfax-Ukraine. ngày 20 tháng 8 năm 2013.
24. ↑  "FC METALIST KHARKIV V. UEFA – Second request for urgent provisional measures rejected". Court of Arbitration for Sport. ngày 20 tháng 8 năm 2013. Bản gốc lưu trữ ngày 23 tháng 8 năm 2013.
25. ↑  "CAS dismisses Metalist request". UEFA.com. Union of European Football Associations. ngày 20 tháng 8 năm 2013. Truy cập ngày 1 tháng 9 năm 2014.
26. 1 2  "Club coefficients 2012/13". UEFA.com. Union of European Football Associations. Truy cập ngày 1 tháng 9 năm 2014.
27. 1 2  "UEFA Team Ranking 2013". Bert Kassies.
28. 1 2  "Seeding in the Champions League 2013/2014". Bert Kassies. Bản gốc lưu trữ ngày 21 tháng 9 năm 2013. Truy cập ngày 12 tháng 4 năm 2014.
29. ↑  "First and second qualifying round draw results". UEFA.com. Union of European Football Associations. ngày 24 tháng 6 năm 2013. Truy cập ngày 1 tháng 9 năm 2014.
30. ↑  "Milan-PSV tie headlines play-off draw". UEFA.com. Union of European Football Associations. ngày 9 tháng 8 năm 2013. Truy cập ngày 1 tháng 9 năm 2014.
31. ↑  "UEFA welcomes CAS decision on Salzburg". UEFA.org. Union of European Football Associations. ngày 21 tháng 8 năm 2013. Bản gốc lưu trữ ngày 28 tháng 3 năm 2014. Truy cập ngày 1 tháng 9 năm 2014.
32. ↑  "Barcelona, Milan, Ajax and Celtic drawn together". UEFA.com. Union of European Football Associations. ngày 29 tháng 8 năm 2013. Truy cập ngày 1 tháng 9 năm 2014.
33. ↑  "Monaco set for group stage draw". UEFA.com. Union of European Football Associations. ngày 28 tháng 8 năm 2013. Truy cập ngày 1 tháng 9 năm 2014.
34. ↑  "Bayern draw Arsenal, Drogba faces Chelsea return". UEFA.com. Union of European Football Associations. ngày 16 tháng 12 năm 2013. Truy cập ngày 1 tháng 9 năm 2014.
35. ↑  "Bayern draw United, Barcelona to play Atlético". UEFA.com. Union of European Football Associations. ngày 21 tháng 3 năm 2014. Truy cập ngày 1 tháng 9 năm 2014.
36. ↑  "Bayern draw Real Madrid, Atlético land Chelsea". UEFA.com. Union of European Football Associations. ngày 11 tháng 4 năm 2014. Truy cập ngày 1 tháng 9 năm 2014.
37. ↑  "Statistics — Tournament phase — Player statistics — Goals scored". UEFA.com. Union of European Football Associations. Truy cập ngày 1 tháng 9 năm 2014.
38. ↑  "Statistics — Tournament phase — Player statistics — Assists". UEFA.com. Union of European Football Associations. Bản gốc lưu trữ ngày 10 tháng 9 năm 2014. Truy cập ngày 1 tháng 9 năm 2014.
39. ↑  "UEFA Champions League squad of the season". UEFA.com. Union of European Football Associations. ngày 2 tháng 6 năm 2014. Truy cập ngày 1 tháng 9 năm 2014.

## External links
- 2013–14 UEFA Champions League